# Fusciphantes longiscapus
Fusciphantes longiscapus är en spindelart som beskrevs av Ryoji Oi 1960. Fusciphantes longiscapus ingår i släktet Fusciphantes och familjen täckvävarspindlar. Inga underarter finns listade i Catalogue of Life.